# WWE Speed Championship
Le WWE Speed Championship (que l'on peut traduire par Championnat Rapide de la WWE) est un nouveau championnat de catch (lutte professionnelle) masculin créé par la WWE. Le titre a été annoncé le 27 mars 2024, où le premier champion sera déterminé lors d'un tournoi à WWE Speed, créée le 3 avril 2024 et diffusée exclusivement sur la X. Les matchs ont la particularité de durée au maximum 3 minutes à l'exception des matchs pour le titre qui durent 5 minutes.

## Histoire
Le 9 février 2024, la promotion américaine de catch WWE a annoncé un partenariat avec X pour présenter WWE Speed, une série de vidéos hebdomadaires à diffuser sur le réseau sociaux où les catcheurs se produiraient dans des matchs avec un temps de cinq minutes (initialement) mais le mois suivant, le 27 mars, le commentateur de la WWE Corey Graves qui annoncé que WWE Speed serait présenté pour la première fois le 3 avril 2024, mais que les matchs dureraient plutôt trois minutes. Un tournoi à huit a également été annoncé pour couronner le premier WWE Speed Champion qui aurait lieu pendant les premiers épisodes du show.

### Tournoi Inaugural
|  |                                                               |                                                               |                                                               |                |              |                                                                |                                                                |                                                                |  |  |                                      |                                      |                                      |
|  | Premier tour Speed (Diffusé du 3 avril 2024 au 17 avril 2024) | Premier tour Speed (Diffusé du 3 avril 2024 au 17 avril 2024) | Premier tour Speed (Diffusé du 3 avril 2024 au 17 avril 2024) |                |              | Demi-finales Speed (Diffusé les 24 avril 2024 et 1er mai 2024) | Demi-finales Speed (Diffusé les 24 avril 2024 et 1er mai 2024) | Demi-finales Speed (Diffusé les 24 avril 2024 et 1er mai 2024) |  |  | Finale Speed (Diffusé le 3 mai 2024) | Finale Speed (Diffusé le 3 mai 2024) | Finale Speed (Diffusé le 3 mai 2024) |
|  | Premier tour Speed (Diffusé du 3 avril 2024 au 17 avril 2024) | Premier tour Speed (Diffusé du 3 avril 2024 au 17 avril 2024) | Premier tour Speed (Diffusé du 3 avril 2024 au 17 avril 2024) |                |              | Demi-finales Speed (Diffusé les 24 avril 2024 et 1er mai 2024) | Demi-finales Speed (Diffusé les 24 avril 2024 et 1er mai 2024) | Demi-finales Speed (Diffusé les 24 avril 2024 et 1er mai 2024) |  |  | Finale Speed (Diffusé le 3 mai 2024) | Finale Speed (Diffusé le 3 mai 2024) | Finale Speed (Diffusé le 3 mai 2024) |
|  |                                                               |                                                               |                                                               |                |              |                                                                |                                                                |                                                                |  |  |                                      |                                      |                                      |
|  |                                                               |                                                               |                                                               |                |              |                                                                |                                                                |                                                                |  |  |                                      |                                      |                                      |
|  | Ricochet                                                      | Ricochet                                                      | Tombé                                                         |                |              |                                                                |                                                                |                                                                |  |  |                                      |                                      |                                      |
|  | Ricochet                                                      | Ricochet                                                      | Tombé                                                         |                |              |                                                                |                                                                |                                                                |  |  |                                      |                                      |                                      |
|  | Dragon Lee                                                    | Dragon Lee                                                    | 2:57                                                          |                |              |                                                                |                                                                |                                                                |  |  |                                      |                                      |                                      |
|  | Dragon Lee                                                    | Dragon Lee                                                    | 2:57                                                          |                |              |                                                                |                                                                |                                                                |  |  |                                      |                                      |                                      |
|  |                                                               |                                                               |                                                               | Ricochet       | Ricochet     | Tombé                                                          |                                                                |                                                                |  |  |                                      |                                      |                                      |
|  |                                                               |                                                               |                                                               | Ricochet       | Ricochet     | Tombé                                                          |                                                                |                                                                |  |  |                                      |                                      |                                      |
|  |                                                               |                                                               | JD McDonagh                                                   | JD McDonagh    | 1:59         |                                                                |                                                                |                                                                |  |  |                                      |                                      |                                      |
|  |                                                               |                                                               |                                                               | JD McDonagh    | 1:59         |                                                                |                                                                |                                                                |  |  |                                      |                                      |                                      |
|  | JD McDonagh                                                   | JD McDonagh                                                   | Tombé                                                         |                |              |                                                                |                                                                |                                                                |  |  |                                      |                                      |                                      |
|  | JD McDonagh                                                   | JD McDonagh                                                   | Tombé                                                         |                |              |                                                                |                                                                |                                                                |  |  |                                      |                                      |                                      |
|  | Axiom                                                         | Axiom                                                         | 2:26                                                          |                |              |                                                                |                                                                |                                                                |  |  |                                      |                                      |                                      |
|  | Axiom                                                         | Axiom                                                         | 2:26                                                          |                |              |                                                                |                                                                |                                                                |  |  |                                      |                                      |                                      |
|  |                                                               |                                                               |                                                               | Ricochet       | Ricochet     | Tombé                                                          |                                                                |                                                                |  |  |                                      |                                      |                                      |
|  |                                                               |                                                               |                                                               |                |              |                                                                |                                                                |                                                                |  |  |                                      |                                      |                                      |
|  |                                                               |                                                               | Johnny Gargano                                                | Johnny Gargano | 4:21         |                                                                |                                                                |                                                                |  |  |                                      |                                      |                                      |
|  |                                                               |                                                               |                                                               | Johnny Gargano | 4:21         |                                                                |                                                                |                                                                |  |  |                                      |                                      |                                      |
|  | Bronson Reed                                                  | Bronson Reed                                                  | Tombé                                                         |                |              |                                                                |                                                                |                                                                |  |  |                                      |                                      |                                      |
|  | Bronson Reed                                                  | Bronson Reed                                                  | Tombé                                                         |                |              |                                                                |                                                                |                                                                |  |  |                                      |                                      |                                      |
|  | Cedric Alexander                                              | Cedric Alexander                                              | 1:50                                                          |                |              |                                                                |                                                                |                                                                |  |  |                                      |                                      |                                      |
|  | Cedric Alexander                                              | Cedric Alexander                                              | 1:50                                                          |                |              |                                                                |                                                                |                                                                |  |  |                                      |                                      |                                      |
|  |                                                               |                                                               |                                                               | Bronson Reed   | Bronson Reed | 2:23                                                           |                                                                |                                                                |  |  |                                      |                                      |                                      |
|  |                                                               |                                                               |                                                               | Bronson Reed   | Bronson Reed | 2:23                                                           |                                                                |                                                                |  |  |                                      |                                      |                                      |
|  |                                                               |                                                               | Johnny Gargano                                                | Johnny Gargano | Tombé        |                                                                |                                                                |                                                                |  |  |                                      |                                      |                                      |
|  |                                                               |                                                               |                                                               | Johnny Gargano | Tombé        |                                                                |                                                                |                                                                |  |  |                                      |                                      |                                      |
|  | Johnny Gargano                                                | Johnny Gargano                                                | Tombé                                                         |                |              |                                                                |                                                                |                                                                |  |  |                                      |                                      |                                      |
|  | Johnny Gargano                                                | Johnny Gargano                                                | Tombé                                                         |                |              |                                                                |                                                                |                                                                |  |  |                                      |                                      |                                      |
|  | Angel                                                         | Angel                                                         | 2:08                                                          |                |              |                                                                |                                                                |                                                                |  |  |                                      |                                      |                                      |
|  | Angel                                                         | Angel                                                         | 2:08                                                          |                |              |                                                                |                                                                |                                                                |  |  |                                      |                                      |                                      |

## Liste des champions
| # | Champion            | Règne | Date de victoire | Durée (en jours) | Événement | Lieu                  | Notes | Réf    |
| - | ------------------- | ----- | ---------------- | ---------------- | --------- | --------------------- | --- | ------ |
| 1 | Ricochet            | 1     | 26 avril 2024    | 42               | Speed     | Cincinnati (Ohio)     | En battant Johnny Gargano lors de la finale du tournoi pour devenir le premier champion. La WWE reconnaît le règne de Ricochet comme commençant le 3 mai 2024, date à laquelle l'épisode est diffusé. | [ 6 ]  |
| 2 | Andrade             | 1     | 7 juin 2024      | 161              | Speed     | Louisville (Kentucky) | En battant Ricochet pour devenir le second champion. Episode diffusé le 14 juin | [ 9 ]  |
| 3 | Dragon Lee          | 1     | 15 novembre 2024 | 171              | Speed     | Milwaukee (Wisconsin) | Bat Andrade pour devenir le troisième champion. Episode diffusé le 20 novembre. | [ 10 ] |
| 4 | El Grande Americano | 1     | 5 mai 2025       | 4+               | Speed     | Omaha (Nebraska)      | Episode diffusé le 7 mai. | [ 11 ] |

## Règnes combinés
| Signe | Notes                           |
| ----- | ------------------------------- |
|       | Travaille actuellement à la WWE |

| Rang | Champion            | Règnes | Jours | 1re victoire |
| ---- | ------------------- | ------ | ----- | ------------ |
| 1    | Dragon Lee          | 1      | 175   | 15 nov. 2024 |
| 2    | Andrade             | 1      | 161   | 7 juin 2024  |
| 3    | Ricochet            | 1      | 42    | 26 avr. 2024 |
| 4    | El Grande Americano | 1      | 4+    | 5 mai 2025   |

## Statistiques
| Record                     | Détenteur du record | Chiffre   |
| -------------------------- | ------------------- | --------- |
| Règne le plus long         | Dragon Lee          | 175 jours |
| Règne le plus court        | Ricochet            | 42 jours  |
| Plus grand nombre de règne | Tous les champions  | 1 fois    |
| Champion le plus jeune     | Dragon Lee          | 29 ans    |
| Champion le plus âgé       | El Grande Americano | 39 ans    |